# Famille Bellot des Minières
D'autres familles nobles ont par ailleurs porté le nom de « Belot », voir Belot .
La famille Bellot des Minières, anciennement Bellot, est une famille subsistante[réf. nécessaire] d'ancienne bourgeoisie du Limousin.

## Histoire
Gustave Chaix d'Est-Ange indique que cette famille appartient à l'ancienne bourgeoisie du Limousin où elle a possédé le domaine des Minières dont elle a gardé le nom.
Pierre-Henri Bellot, né le 9 avril 1787 à Payré (Vienne), fils de Pierre Bellot, marchand et aubergiste aux Minières (à Payré) et de Jeanne Gachet, mariés le 20 août 1771 à Payré,, devint maire de la Réole et fut exilé à cause de ses opinions républicaines après les événements de 1852.

## Filiation
- Jean Bellot (1692-1730) épouse Radegonde Gaultron, receveur de l'évêque et fermier de la baronnie de Celle-l'Evescault
  - Pierre Bellot (1710-1764) épouse Marie Radegonde Delabarde, notaire de la baronnie
    - Louis Bellot (1743-1788) épouse Euphrasie Giraud de la Filonnière, maître chirurgien
      - Louis-Guillaume Bellot (1781-1852) épouse Marie Gautier, chirurgien, officier, cultivateur
        - Eléonor Bellot (1814-1881) épouse Suzanne Lacroix, propriétaire cultivateur
          - Eugène-Ferdinand Bellot (1848-1918) épouse Florentine Perrault, tonnelier, boucher
            - Ferdinand-Eugène Bellot (1875-1935) épouse Juliette Bertrand, boucher
              - Fernand Bellot (1907-1975) épouse Madeleine Cormier, menuisier, chauffeur
                - Jacqueline Bellot (1945- ) épouse Michel Gault, couturière
                  - Ludovic Gault (1969- ) prêtre à Poitiers

    - Pierre Bellot (1742-1828) épouse Jeanne Gaschet.
      - Pierre Henri Bellot des Minières (1787-1863), juriste, maire de La Réole et conseiller général. Le 13 janvier 1822 à Poitiers, il épouse Nanine Rosalie Thévenet.
        - Jacques-Edmé-Henri-Philadelphe Bellot des Minières (1822-1888), évêque de Poitiers.
        - Alcide Bellot des Minières (1826-1906), vigneron surnommé « Le roi des vignerons ».
        - Antoine Bellot des Minières (1833-1898), sous-préfet à Brioude, Figeac, Moissac et Philippeville (Algérie), chevalier de l'ordre de Saint-Grégoire-le-Grand, chevalier du Medjidié, officier d’académie. Le 25 janvier 1873 à Nonette (Puy-de-Dôme), il épouse Marie Jeanne Tixier.
          - Henri Bellot des Minières (1873-1951), militaire et entrepreneur installé au Maroc.

  - Jean Bellot (1715-1796) épouse Madeleine Nicolas.
    - Pierre Alexandre Bellot (1760-1834) épouse Victoire Marie-Radegonde Ruffin.
      - Jean Baptiste Bellot (1804-1873) épouse en 1828 Jeanne Modeste Adèle Gaschet.
        - Jean Baptiste Victor Emile Bellot (1829-1893) épouse Catherine Elisabeth Clothilde Vigneron.
          - Jean Baptiste Roger Bellot des Minières (1864-1952) épouse Françoise Louise Madeleine de Labrousse.
            - Marie Yves Jean Bellot des Minières (1903- ) épouse Jacqueline Louise Marie Françoise de Brunville.
              - Régis Bellot des Minières (1934) épouse Françoise Huard de Verneuil.
                - Éric Bellot des Minières (1964), général d'armée, inspecteur général des armées.

## Pour approfondir